# Wilhelm Grothe (Schauspieler)
Wilhelm Richard Grothe, auch Wilhelm Groothe, (* 3. April 1903 in Magdeburg; † 21. Januar 1963 in Hamburg) war ein deutscher Schauspieler, Sänger und Theaterintendant.

## Leben
Wilhelm Grothe hatte als Theaterschauspieler u. a. Engagements in Wilhelmshaven, Meißen, Leipzig, Prag und Rostock. Im Oktober 1930 gehörte er am Neuen Schauspielhaus Wilhelmshaven zur Besetzung einer Gala-Vorstellung der Oper Carmen mit Mitgliedern der Staatsoper Berlin. In der Spielzeit 1931/32 trat er am Stadttheater Meißen in der Operette Der Wahrheitsmund von Heinrich Platzbecker auf.
Im September 1933 heiratete er in Bad Warmbrunn die Opernsängerin Else Betz (Else Johanne Vantine Betz, * 1905 in Bayreuth).
In der Spielzeit 1936/37 spielte er am Schauspielhaus Leipzig den Gefreiten Gerd Feldmann in der Leipziger Erstaufführung des Lustspiels Der Etappenhase von Karl Bunje. Ab 1937 wirkte er auch in Theater- und Kabarettübertragungen des Reichssenders Leipzig mit. Zum Ende der Sommerspielzeit des Leipziger Schauspielhauses war Grothe im September 1937 in der Komödie Der Schneider treibt den Teufel aus von Juliane Kay zu sehen. Zum Spielzeitbeginn 1937/38 war er am Schauspielhaus Leipzig als tyrannischer Stiefvater in Hanneles Himmelfahrt und als Ruprecht in Der zerbrochne Krug zu sehen. Im Oktober 1937 folgte am Schauspielhaus Leipzig die Rolle des Wachtmeisters Werner in Minna von Barnhelm, den Grothe „als kraftstrotzenden Draufgänger“ spielte. Im Dezember 1937 war er ein „herzlicher Tom mit schöner Stimme“ in der Uraufführung des Singspiels Juchten und Lavendel. In der Spielzeit 1938/39 trat er im Leipziger Schauspielhaus neben Lina Carstens in der Komödie Die erste Frau Selby von St. John Ervine auf. Ab der Spielzeit 1939/40 war Grothe für zwei Spielzeiten in Prag engagiert. 1940 spielte er am Ständetheater Prag den Florian in der Uraufführung von Hans Gustl Kernmayrs Komödie Wolkenreiters Panoptikum. In der Spielzeit 1940/41 wirkte Grothe am Ständetheater Prag in der Uraufführung des Lustspiels Der goldene Helm von Franz Hauptmann mit. 1941 spielte er am Deutschen Theater Prag den Grenzjäger in Karl Schönherrs Drama Der Weibsteufel.
Im Juli 1941 gastierte Grothe im Rahmen der „Passauer Kulturtage“ in einer Freilichtaufführung auf der Feste Oberhaus in dem Schauspiel Konradin von Hans Baumann. Zur Spielzeit 1941/42 wurde er als „schwerer Held und Heldenvater“ an die Städtischen Bühnen Münster verpflichtet, wo er bis zur Schließung aller Theater im August 1944 verblieb.
Er wirkte von 1945 bis 1952 als Theaterleiter und Theaterdirektor an den Ostfriesischen Kammerspielen (auch: Landesbühne Leer) in Leer, deren Gründer er auch war. 1953–1954 war er Intendant der Niedersachsenbühne Wilhelmshaven. Ab 1955 war er mehrfach an Hamburger Bühnen engagiert. In Hamburg spielte er am Jungen Theater, am Theater im Zimmer und an den Hamburger Kammerspielen. Er gastierte auch am Hamburger Schauspielhaus.
Ab den 1940er Jahren war Grothe gelegentlich auch als Filmschauspieler tätig. Die Filmdatenbank IMDb listet als seinen ersten Filmauftritt  die Filmkomödie Frau nach Maß aus dem Jahr 1940, eine Terra-Film-Produktion unter der Regie von Helmut Käutner, in der Grothe gemeinsam mit Hans Söhnker, Leny Marenbach und Wilhelm Bendow zu sehen war. In dem nationalsozialistischen, später von den Alliierten verbotenen Propagandafilm Blutsbrüderschaft (1941) hatte er eine Nebenrolle als Chauffeur. Nach dem Zweiten Weltkrieg spielte Grothe in den Märchenfilmen Rumpelstilzchen (1955) und Der gestiefelte Kater (1955) mit. In dem Film Rumpelstilzchen verkörperte er den alten Müller Mehlsack, der seine Tochter Marie an den König verheiraten will und diesem deshalb erzählt, Marie könne Stroh zu Gold spinnen. In Der gestiefelte Kater hatte er eine kleinere Rolle als Grenzwächter.
In der TV-Krimiserie Stahlnetz (1958) war er unter der Regie von Jürgen Roland in zwei Folgen zu sehen. In dem auf einer Hallig in der Nordsee spielenden Heimatdrama Bis zum Ende aller Tage (1961) übernahm er unter der Regie von Franz Peter Wirth eine Nebenrolle. 1962 spielte er in einer Fernsehproduktion des Norddeutschen Rundfunks in der Tragikomödie Der rote Hahn von Gerhart Hauptmann unter der Regie von John Olden den Wirt Fritz Grabow an der Seite von Partnern wie Rudolf Platte, Inge Meysel, Maria Körber und Heinz Reincke.
Grothe war auch als Hörspielsprecher tätig und wirkte u. a. für die Schallplatten-Labels Telefunken, Polydor und Decca in Märchenhörspielen von Wilhelm Hauff und der Gebrüder Grimm mit.
Grothe starb im Januar 1963 im Alter von 59 Jahren. Er wurde auf dem Friedhof Tonndorf in Hamburg-Tonndorf beigesetzt.

## Filmografie
- 1940: Frau nach Maß
- 1941: Blutsbrüderschaft
- 1953: ...und segelt vor jetzt vorm Wind (TV)
- 1955: Der gestiefelte Kater
- 1955: Rumpelstilzchen
- 1956: Thérèse Raquin (TV)
- 1956: Zehn Jahre und drei Tage (TV)
- 1957: Nebel (TV)
- 1957: Gäste im Haus (TV)
- 1958: Stahlnetz: Bankraub in Köln (TV)
- 1958: Die Ausgestoßene (TV)
- 1958: Der Tod auf dem Rummelplatz (TV)
- 1958: Stahlnetz: Die Tote im Hafenbecken (TV)
- 1958: Die Brüder (TV)
- 1960: Der Untergang der 'Freiheit' (TV)
- 1960: Am Abend ins Odeon (TV)
- 1961: Abenteuer in Norfolk. Eine mystische Kriminalgeschichte (TV)
- 1961: Bis zum Ende aller Tage
- 1962: Der rote Hahn (TV)
- 1963: Der Mann aus England (TV)